# Marie Dorval
Pour les articles homonymes, voir Dorval (homonymie).

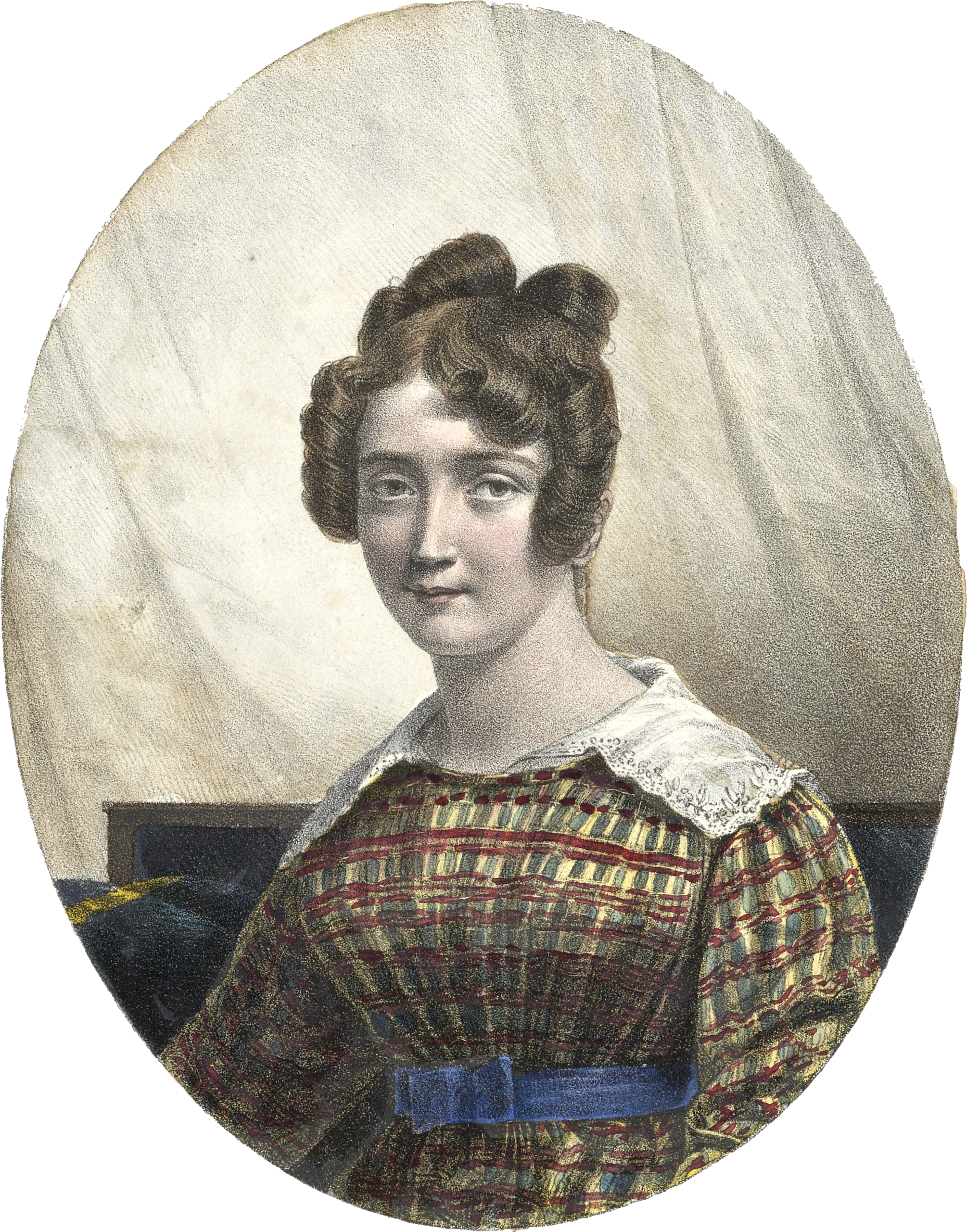
Portrait de Marie Dorval par Pierre-Roch Vigneron.

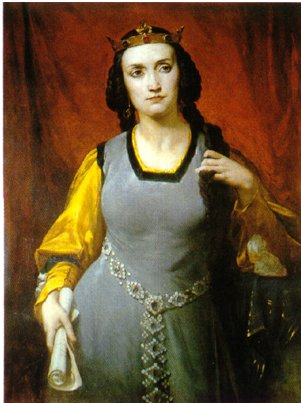
Marie Dorval dans le rôle-titre d’Agnès de Méranie par Hippolyte Lazerges.

Marie Dorval, née Marie Amélie Thomase Delaunay le 6 janvier 1798 à Lorient et morte le 20 mai 1849 dans l'ancien 10e arrondissement de Paris, est une actrice française.
Ses succès au théâtre et sa vie sentimentale bien remplie ont contribué à faire un mythe de celle qui fut parmi les plus célèbres actrices françaises de son siècle.

## Biographie
Fille des comédiens ambulants Marie Joseph Charles Delaunay (1766-1802) et Marie Bourdais, Marie Dorval est abandonnée par son père à l’âge de cinq ans. Peu de temps après, elle perd sa mère, victime de la tuberculose. Elle joue d’abord des rôles d’enfants à Lille, sous le nom de « Bourdais », qui est celui de son oncle, acteur comique distingué.
Le 12 février 1814, à Lorient, elle épouse le maître de ballet Louis Étienne Allan-Dorval, dont elle a deux enfants : Marie Louise Désirée et Catherine Françoise Sophie. Le couple se sépare en 1818, mais Dorval laisse à son épouse son nom de scène qui passe à la postérité.
Se produisant définitivement sur la scène, elle est attachée à diverses troupes de province pour les amoureuses de comédie et les dugazons d’opéra comique. À Strasbourg, elle commence à jouer les premiers rôles de comédie et de drame et se fait remarquer par Charles-G. Potier, qui la fait engager à Paris, au théâtre de la Porte-Saint-Martin, en 1818,.
De 1818 à 1826, elle entretient une relation avec le compositeur Alexandre Piccinni, dont elle a trois filles.
En 1827, elle connaît le succès dans la pièce Trente ans, ou la vie d’un joueur de Victor Ducange et Prosper Goubaux, où elle a pour partenaire le célèbre acteur Frédérick Lemaître. Veuve de son premier mari, elle épouse en secondes noces, à Paris, le 17 octobre 1829, le journaliste Jean-Toussaint Merle, mais le couple s'accorde sur le principe d'une union libre permettant aux deux partenaires d'avoir des aventures passagères.
En 1832, elle devient la maîtresse d’Alfred de Vigny, qui, avec Victor Hugo, la fait entrer au Théâtre-Français au mois de février 1834. Le nom de Marie Dorval se rattache à la révolution dramatique de l’école romantique. Son jeu, où l’art disparaît sous le naturel de la sensibilité et sous les élans de la passion, s’adapte parfaitement à la nouvelle littérature. À la majesté classique, elle substitue, elle aussi, la violence des effets.
En janvier 1833, elle se lie d'amitié avec l'écrivaine George Sand après avoir reçu d'elle une lettre admirative concernant l’une de ses représentations. Leur amitié intense donne lieu à des rumeurs de lesbianisme à Paris, d'autant que chacune des deux femmes avait fait l'objet de ces rumeurs auparavant. Gustave Planche écrit à Sand de se méfier de cette « dangereuse amitié » tandis qu'Alfred de Vigny écrit à Dorval de rester à distance de Sand, qu’il qualifie de « damnée lesbienne ». Les historiens actuels restent partagés sur la nature de cette relation, dont le caractère amoureux ou sexuel n'a pas été vérifié. En 1840, elle joue la pièce Cosima, de George Sand, à la Comédie-Française. Les deux femmes collaborent même au manuscrit, mais la pièce, mal reçue, n'a que sept représentations.

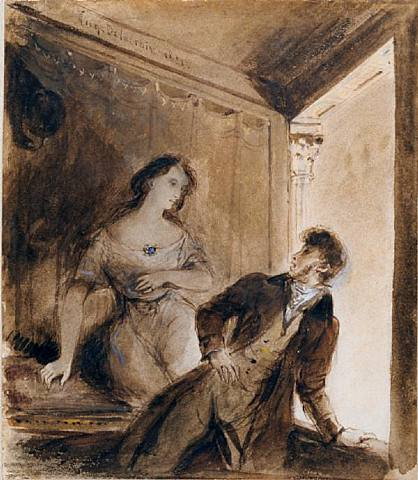
Marie Dorval et Alfred de Vigny par Delacroix, 1831.

Marie Dorval exprime son talent remarquable à la Porte Saint-Martin, dans des œuvres mélodramatiques, le Château de Kenilworth, les Deux Forçats, Trente ans, ou la Vie d’un joueur, etc. ; puis des créations d’un ordre plus élevé, Antony et Marion de Lorme, lui développeront l'ampleur de son talent. Elle a été applaudie, à la Comédie-Française, dans Chatterton, pièce dans laquelle elle a incarné le rôle de Kitty Bell. Toujours à la Comédie-Française, en 1835, elle joue dans Angelo, tyran de Padoue de Victor Hugo en compagnie de sa rivale Mlle Mars. Les deux actrices sont distribuées à contre-emploi, Marie Dorval interprétant le rôle de Catarina, noble femme d'Angelo, et Mlle Mars celui de la Tisbe, courtisane, comédienne et maitresse du tyran de Padoue. 
Elle apparaît dans Lucrèce de François Ponsard (1843) et, revenant au drame des boulevards, elle remporte malgré ses forces épuisées et sa voix presque éteinte, un dernier succès avec Marie-Jeanne, ou la femme du peuple, d’Adolphe d'Ennery. 
Vers la fin de sa vie, elle s’essaye au répertoire classique à l’Odéon, crée Agnès de Méranie de François Ponsard (1846) et joue, non sans succès, les rôles de Phèdre et d’Hermione. Les changements dans la mode et le désir du public de voir des actrices plus jeunes achèvent sa carrière par des tournées en province. Elle meurt, très dépressive, à l’âge de cinquante et un ans, après la mort d’un petit-fils.
Après le service funèbre, célébré le surlendemain de sa mort, à Saint-Thomas-d’Aquin, elle est inhumée au cimetière du Montparnasse, au côté de son mari.

## Postérité littéraire
C'est en découvrant des lettres inédites de Marie Dorval à Jules Sandeau que Francis Ambrière se lance dans plusieurs décennies d'exploration d'archives, également avec sa femme Madeleine Ambrière,, sur l'histoire du théâtre romantique. Ce travail aboutit notamment à la publication au Seuil en 1992 de l'ouvrage Mademoiselle Mars et Marie Dorval : au théâtre et dans la vie, qui obtient le prix Roland-de-Jouvenel en 1993.
Michel Mourlet a publié un roman (Histoire d’un maléfice, 2001) et une pièce de théâtre (Marie Dorval) qui s'inspirent librement des amours de Marie Dorval. Après une mise en espace en 2002, en la crypte de la Madeleine (ADAC Ville de Paris), par la troupe de Dominique Leverd, la pièce a été créée la même année au théâtre de Saint-Maur dans une mise en scène de Jean-Pierre Savinaud. Elle a fait l'objet d'une nouvelle mise en scène en 2003 au Théâtre de l'Entre-Texte d'Arles et a été publiée en 2014 dans le recueil Pièces masquées.